# 365375 Serebrov
365375 Serebrov è un asteroide della fascia principale. Scoperto nel 2009, presenta un'orbita caratterizzata da un semiasse maggiore pari a 3,0911983 au e da un'eccentricità di 0,0381383, inclinata di 15,78866° rispetto all'eclittica.